# Jules Gabriel Herbette
Jules Gabriel Herbette, född 1839 i Paris, död 1901 i samma stad, var en fransk diplomat.
Herbette inträdde 1860 på den diplomatiska banan, blev 1871 sekreterare hos Jules Favre vid fredsunderhandlingarna med Tyskland samt deltog 1876 i Europeiska Donaukommissionens och 1878 i Berlinkongressens arbeten. Han var januari–oktober 1880 direktör i utrikesministeriet under Freycinet, januari 1882–februari 1883 och i april 1885 kabinettschef hos denne i samma ministerium. Åren 1886–96 var han ambassadör i Berlin. En officiell rapport av Herbette är tryckt under titeln Les conditions du travail en Allemagne (1890).

## Fotnoter
1. ↑  Léonoredatabasen, Frankrikes kulturministerium, Léonore-ID: LH//1290/63, läst: 9 oktober 2017.[källa från Wikidata]